# Платан-динозавр
Платан-динозавр, также платан «Память Алустона» — мемориальное дерево в Алуште (Крым). Обхват 6,40 м, высота 25 м, возраст 200 лет. Название «динозавр» получил по длинной горизонтальной ветке длиной 10 м и обхватом 1 м, похожей на хвост динозавра в натуральную величину. Платан растёт в парке Алуштинского центра детского творчества возле здания Центра (бывшая вилла купца Н. Д. Стахеева). В 2011 году по инициативе Киевского эколого-культурного центра платан получил статус ботанического памятника природы.
Данный памятник природы, наряду с другими 54 заповедными объектами, передан по распоряжению Совета министров Республики Крым от 25 февраля 2019 года № 187-р «О внесении изменений в некоторые распоряжения Совета министров Республики Крым» в управление Государственному автономному учреждению Республики Крым «Управление особо охраняемыми природными территориями Республики Крым».